# Gérard Banide
Gérard Banide (Parigi, 12 luglio 1936) è un allenatore di calcio ed ex calciatore francese, di ruolo portiere.

## Palmarès

### Allenatore
- Coppa di Francia: 1

Monaco: 1979-1980
- Campionato francese: 1

Monaco: 1981-1982